# El Buruato
El Buruato är en ort i Mexiko.   Den ligger i kommunen Santa María del Oro och delstaten Nayarit, i den centrala delen av landet, 600 km väster om huvudstaden Mexico City. El Buruato ligger 556 meter över havet och antalet invånare är 519.
Terrängen runt El Buruato är kuperad åt sydväst, men åt nordost är den bergig. Runt El Buruato är det ganska glesbefolkat, med 21 invånare per kvadratkilometer. Närmaste större samhälle är Santa María del Oro, 9,2 km söder om El Buruato. I omgivningarna runt El Buruato växer huvudsakligen savannskog.